# Большая Ослянка
Больша́я Осля́нка (в верхнем течении — Се́верная Осля́нка) — река в России, протекает по Свердловской области и Пермском крае. Устье реки находится в 178 км по левому берегу реки Косьва. Длина реки составляет 27 км.
Высота устья — 264,8 м над уровнем моря.
Берёт начало в горах Среднего Урала, на южных склонах горы Сенькин Камень (775 м). Исток реки находится в городском округе Карпинск Свердловской области, затем река перетекает в Пермский край, где течёт по Александровскому и Кизеловскому районам.
Река течёт на юго-запад среди холмов покрытых тайгой, оставляя севернее гору Боярская (770 м) и южнее гору Ослянка (1119 м). В верхнем течении на реке находится деревня Камень, ниже река течёт по ненаселённой местности. Ширина реки в среднем и нижнем течении 10-15 метров, скорость течения быстрая, характер течения — горный. Впадает в Косьву у посёлка Большая Ослянка.

## Притоки (км от устья)
- 15 км: Южная Ослянка (лв)
- 16 км: Восточная Ослянка (лв)

## Данные водного реестра
По данным государственного водного реестра России относится к Камскому бассейновому округу, водохозяйственный участок реки — Косьва от истока до Широковского гидроузла, речной подбассейн реки — бассейны притоков Камы до впадения Белой. Речной бассейн реки — Кама.
Код объекта в государственном водном реестре — 10010100312111100008638.